# گوبدن
گوبدن (به لاتین: Gubden) یک منطقهٔ مسکونی در روسیه است که در شهرستان قره‌بودوخ‌کنتسکی واقع شده‌است.